# باچوینا
باچوینا (به صربی: Bačevina) یک روستا در صربستان است که در لبانه واقع شده‌است. باچوینا ۲۱۴ نفر جمعیت دارد.